# Magomed Magomáyev
Magomed Magomédovich Magomáyev (en ruso: Магомед Магомедович Магомаев; Briansk, 11 de abril de 2000) es un deportista ruso que compite en lucha libre. Ganó una medalla de plata en el Campeonato Mundial de Lucha de 2024, en la categoría de 79 kg.

## Palmarés internacional
| Campeonato Mundial | Campeonato Mundial | Campeonato Mundial | Campeonato Mundial |
| Año                | Lugar              | Medalla            | Categoría          |
| ------------------ | ------------------ | ------------------ | ------------------ |
| 2024               | Tirana (Albania)   | Medalla de plata   | 79 kg              |